# Karl Schmidt (Regierungspräsident)
Karl Adolf Ferdinand Schmidt (* 8. Februar 1898 in Züllichau; † 18. Oktober 1969 in Dortmund) war ein deutscher Verwaltungsjurist und Regierungspräsident.

## Leben
Als Sohn eines Amtsgerichtsrates geboren, nahm Schmidt nach dem Besuch des Humanistischen Gymnasiums in Züllichau als Kriegsfreiwilliger am Ersten Weltkrieg teil, bei der Feldartillerie wurde er bis 1919 zum Vizewachtmeister befördert. Er studierte Rechtswissenschaften in Jena und München. Während seines Studiums wurde er 1919 Mitglied der Burschenschaft Arminia auf dem Burgkeller. Nach seinem Examen 1922 wurde er Referendar am Amtsgericht Züllichau und 1923 Regierungsreferendar im Regierungsbezirk Frankfurt und am Landratsamt Sorau. 1923 wurde er in Jena zum Dr. iur. promoviert und nach der am 5. September 1925 erfolgten großen Staatsprüfung Regierungsassessor in Berlin. Nach Station beim Landratsamt Weißenfels ging er 1928 ans Landratsamt in Berleburg, dessen Verwaltung ihm fast ein Jahr lang oblag. 1929 wurde er Vertreter des Landrats in Freiburg in Niederschlesien und war ab 1930 bei der Regierung Gumbinnen tätig. Er wurde Regierungsrat und war dann von 1932 bis 1933 beim Oberpräsidium und der Regierung Schneidemühl. 1932 trat er in die NSDAP ein. Am 3. April 1933 wurde er Regierungspräsident in Allenstein. Am Zweiten Weltkrieg nahm er teil, zuletzt als Oberleutnant der Reserve. Er geriet 1945 in englische Kriegsgefangenschaft, aus der er 1947 entlassen wurde. Von 1948 bis 1951 war er Stadtrat in Herten. 1952 wurde er Prokurist und 1956 stellvertretendes Vorstandsmitglied der Dortmunder Union Brauerei. 1963 ging er in den Ruhestand.

## Ehrungen
- Eisernes Kreuz II. und I. Klasse
- Ehrenkreuz des Weltkrieges
- Kriegsverdienstkreuz II. und I. Klasse